# El Vergel (Chiapas)
El Vergel es una localidad del estado mexicano de Chiapas. Es parte del municipio de Las Margaritas.

## Demografía
| Gráfica de evolución demográfica |
|                                  |

| Censo | Población |
| ----- | --------- |
| 1970  | 125       |
| 1980  | 781       |
| 1990  | 819       |
| 2000  | 904       |
| 2010  | 1 177     |
| 2020  | 1 364     |